# Vattrad myrpitta
Vattrad myrpitta (Grallaria squamigera) är en fågel i familjen myrpittor inom ordningen tättingar.

## Utseende och läte
Vattrad myrpitta är en stor myrpitta med för familjen typisk kroppsform: knubbig, med kort stjärt och långa ben. Storleken i sig skiljer den från de flesta andra myrpittor, liksom kraftigt vattrad undersida. Där den överlappar med jättemyrpitta och större myrpitta utmärker den sig genom skiffergrå rygg, ej brun, och mörkt mustaschstreck. Sången är snabb, ihålig och drillande.

## Utbredning och systematik
Vattrad myrpitta delas in i två underarter med följande utbredning:
- Grallaria squamigera squamigera – förekommer i Anderna i Colombia, Ecuador och västra Venezuela
- Grallaria squamigera canicauda – förekommer i Anderna i sydöstra Ecuador och östra Peru (Cajamarca) till västra Bolivia

## Levnadssätt
Vattrad myrpitta hittas i Andernas tempererade zon, vanligen högre upp än de andra stora arterna jättemyrpitta och större myrpitta. Liksom de flesta myrpittor är den mycket svår att få syn på, endast när den tillfälligtvis hoppar utmed en stig i skogen, framför allt tidig morgon och sen kväll.

## Status
Arten har ett stort utbredningsområde och beståndet anses vara stabilt. Internationella naturvårdsunionen IUCN listar den därför som livskraftig (LC).